# Désiré Heynberg
Jacques Edouard Désiré Heynberg (* 27. August 1831 in Lüttich; † 25. März 1898 ebenda) war ein belgischer Geiger, Musikpädagoge und Komponist.

## Leben und Wirken
Heynberg studierte am Konservatorium von Lüttich bei François Prume. Dort unterrichtete er zunächst Geige, später Bratsche. Zu seinen Schülern zählten Ovide Musin, Martin Marsick, Guillaume Remy, Arthur Guidé, Armand Parent, Léon Van Hout und Yvan-Oscar Engelbert. Von ihm wurden auch einige Kompositionen publiziert, darunter eine Gavotte Bravoura, ein Prière für Bratsche und Klavier und eine Fantaisie Caprice.